# موتوماهی باله‌بالی
موتوماهی باله‌بالی (نام علمی: Pterengraulis atherinoides) نام یک گونه از تیره موتوماهیان است.